# Medyka (gemeente)
De gemeente Medyka is een landgemeente in het Poolse woiwodschap Subkarpaten, in powiat Przemyski.
De zetel van de gemeente is in Medyka.
Op 30 juni 2004 telde de gemeente 6060 inwoners.

## Oppervlakte gegevens
In 2002 bedroeg de totale oppervlakte van gemeente Medyka 60,67 km², waarvan:
- agrarisch gebied: 82%
- bossen: 1%

De gemeente beslaat 5% van de totale oppervlakte van de powiat.

## Demografie
Stand op 30 juni 2004:
| Omschrijving                   | Totaal | Totaal | Vrouwen | Vrouwen | Mannen | Mannen |
| ------------------------------ | ------ | ------ | ------- | ------- | ------ | ------ |
| eenheid                        | aantal | %      | aantal  | %       | aantal | %      |
| inwoners                       | 6060   | 100    | 3062    | 50,5    | 2998   | 49,5   |
| bevolkingsdichtheid (inw./km²) | 99,9   | 99,9   | 50,5    | 50,5    | 49,4   | 49,4   |

In 2002 bedroeg het gemiddelde inkomen per inwoner 1436,56 zł.

## Administratieve plaatsen (sołectwo)
Hureczko, Hurko, Jaksmanice, Leszno, Medyka, Siedliska, Torki.

## Aangrenzende gemeenten
Przemyśl, Przemyśl, Stubno, Żurawica. De gemeente grenst aan Oekraïne.